# اللص الظريف (فلم)
اللص الظريف (بالانكليزية: Allaz Al-Zareef ) (In english: Gentleman Burglar )، فيلم سوري للثنائي دريد ونهاد عام 1970.

## قصة الفيلم
تدور أحداث الفيلم حول موظف شريف يحاول المدير استغلاله للتوقيع على أوراق مشبوهة فيرفض، فيقوم المدير بالتحايل لطرده من عمله وينجح في ذلك، ثم يكتشف الموظف بعد ذلك أن المدير هو وراء فصله.

## طاقم العمل
تمثيل
- دريد لحام: عصفور.
- نهاد قلعي: نمر صديق عصفور.
- نيللي: وداد بنت أخت عصفور.
- سامي عطار: مجدي بن نمر.
- هالة شوكت: شقيقة عصفور.
- منى واصف: أبلة سميرة.
- هاني الروماني: عم عصفور.
- سليم حانا: مجلس إدارة الشركة.
- عمر حجو: سارق الصدفة.
- نجاح حفيظ: خادمة العم.
- صلاح قصاص: مجلس إدارة الشركة.
- إيلي غريبة: والد أبلة سميرة.
- فهد كعيكاتي: مجلس إدارة الشركة.
- نزار فؤاد: مجلس إدارة الشركة.
- زياد مولوي: مجلس إدارة الشركة.

تأليف
- يوسف عيسى: مؤلف وسيناريو وحوار.
- نهاد قلعي: مشارك في تأليف الحوار.

إخراج
- يوسف عيسى: مخرج.
- زكي صالح: مخرج مساعد.
- نبيل زبيدي: كلاكيت.

إنتاج
- تحسين القوادري: منتج.
- إلياس الحلو: مدير إنتاج.

موسيقى
- عمر حلبي: مؤلف أغنية رن يا جرس.
- سهيل عرفة: ملحن أغنية رن يا جرس.

استوديو
- ستوديو سيريا فيلم[2]